# 하민우
하민우(河旼佑, 1990년 9월 6일 ~ )는 대한민국의 보이 그룹 ZE:A의 멤버였다.

## 학력
- 삼성중학교 (졸업)
- 양산남부고등학교 (졸업)
- 디지털서울문화예술대학교 글로벌경영학과 (재학)

## 생애
하민우는 1990년 9월 6일 대한민국 경상남도 양산시에서 태어났다. 2008년에 JYP 엔터테인먼트의 오디션에 합격하였으나 현재 제국의 아이들의 리더인 문준영의 추천으로 스타제국의 오디션에 통과하여 연습생이 되었다. 2009년 3월 21일에 MBC 《스타의 친구를 소개합니다》에서 V.O.S 김경록의 친구로 출연하였다. 2009년에 Mnet 리얼리티 프로그램 《오피스 리얼리티 - 제국의 아이들》과 《제국의 아이들 리턴즈》에 출연하여 이동식 무대 차량인 윙카로 전국을 순회하는 게릴라 공연을 펼쳤고, 2010년 1월 15일에 9인조 남성 아이돌 그룹 제국의 아이들의 멤버로 데뷔하였다. 2012년 3월에 일본 배우 사사키 요시히데, 가수 니카이도 하야토와 ‘3Piece Lovers’라는 그룹으로 유닛 활동을 하였다.

## 음악 활동

### 미니 음반
- 2018년 1월 The Rosso
- 2019년 10월 The Tempo

### 싱글 음반
- 2017년 9월 보여
- 2018년 6월 줄게 (with 문샤인)
- 2020년 10월 행복하자
- 2022년 6월 TURN INTO LOVE

## 출연 작품

### 드라마
| 연도   | 종류   | 방송사   | 제목          | 역할           | 회차                |
| ------ | ------ | -------- | ------------- | -------------- | ------------------- |
| 2010년 | 드라마 | SBS      | 검사 프린세스 | 클럽 남성 역   | 특별출연 (2회)      |
| 2010년 | 드라마 | MBC      | 글로리아      | 가수 준비생 역 | 특별출연 (11, 14회) |
| 2017년 | 드라마 | 네이버TV | 썸라이트      | 만찢남         | 7부작               |

### 예능
| 연도   | 방송사     | 제목                            | 회차   | 방영일    |
| ------ | ---------- | ------------------------------- | ------ | --------- |
| 2009년 | Mnet       | 오피스 리얼리티 - 제국의 아이들 | 12부작 |           |
| 2009년 | Mnet       | 제국의 아이들 리턴즈            | 6부작  |           |
| 2010년 | SBS MTV    | 아이돌 유나이티드               |        |           |
| 2011년 | MBC every1 | 주간 아이돌                     | 6회    | 8월 27일  |
| 2012년 | Mnet       | 유세윤의 Art Video              | 5회    | 7월 3일   |
| 2012년 | Mnet       | 비틀즈 코드 시즌2               | 25회   | 8월 27일  |
| 2012년 | MBC        | 우리 결혼했어요                 | 133회  | 9월 1일   |
| 2012년 | MBC every1 | 주간 아이돌                     | 65회   | 10월 17일 |

## 같이 보기
- 제국의 아이들